# نولاند
نولاند (به هلندی: Nuland) یک منطقهٔ مسکونی در هلند است که در 's-Hertogenbosch واقع شده‌است. نولاند ۴٬۳۸۰ نفر جمعیت دارد.